# Maximilian Ujtelky
Maximilián Samuel Rudolf Ujtelky (Spišská Nová Ves, Eslovàquia, 20 d'abril de 1915 – Bratislava, 12 de desembre de 1979) va ser un escaquista i teòric dels escacs eslovac d'origen hongarès, que tenia el títol de Mestre Internacional des de 1961.
El Dr. Ujtelky era descendent directe del famós compositor hongarès Franz Liszt, i el seu cognom original era Ujteleky.

## Resultats destacats en competició
Va compartir el primer lloc amb Jiří Fichtl al campionat de Txecoslovàquia a Ostrava 1960, però va perdre el matx de playoffs pel títol. Va quedar 9è a Budapest 1960 (torneig zonal).
Va representar tres cops Txecoslovàquia a les Olimpíades d'escacs a Amsterdam 1954, Leipzig 1960 i L'Havana 1966, dues vegades al Campionat d'Europa d'escacs per equips a Viena 1957 (va guanyar-hi la medalla de bronze per equips) i Oberhausen 1961 (va guanyar-hi la medalla de bronze individual), i diverses vegades en matxs amistosos.
El seu nom està vinculat al Sistema Ujtelky (b6, Ab7, g6, Ag7, d6, e6, Cd7, Ce7), una obertura similar a la defensa de l'hipopòtam. Ha estat anomenat l'heroi de l'hipopòtam.